# Besana in Brianza
Besana in Brianza är en ort och kommun i provinsen Monza e Brianza i regionen Lombardiet i Italien. Kommunen hade 15 532 invånare (2018).